# الاستفتاء المغربي 1995
هو استفتاء تقني قصد مراجعة المادة 49 من دستور 1992 المراجع. والذي دعى إليه الملك الحسن الثاني وأجر بتاريخ 4 سبتمبر 1995. حيث ثم دعوة الناخبين للإجابة بنعم أو لا على السؤال التالي: «هل توافقون على المشروع الملحق نصه بظهيرنا الشريف هذا والرامي إلى ان يتم التصويت على مشروع قانون المالية في دورة أبريل».

## نتائج الإستفتاء
أعلن المجلس الدستوري بتاريخ 4 أكتوبر 1995 رسميا ان النتيجة العامة للاستفتاء حول المادة 49 من الدستور هي ان الشعب المغربي صادق على ملحق التعديل المعروض عليه بنسبة 99.57% من اجمالي الاصوات المعبر عنها وهي كالتالي.